# Anne Veenendaal
Anne Veenendaal, född den 7 september 1995 i Haarlem, är en nederländsk landhockeyspelare.

## Karriär
Anne Veenendaal spelar målvakt och ingick i det nederländska landhockeylag som tog guld vid OS 2024.